# NGC 3355
NGC 3355 (другие обозначения — ESO 501-80, MCG −4-26-1, IRAS10402-2340, PGC 31919) — спиральная галактика (Sb) в созвездии Гидра.
Она относиться к магеллановым спиральным галактикам, и является одним их крупнейших известных представителей галактик с единственным спиральным рукавом.
Этот объект входит в число перечисленных в оригинальной редакции «Нового общего каталога».